# ترویس تپ
ترویس تپ (انگلیسی: Travis Tope؛ زادهٔ ۱۱ نوامبر ۱۹۹۱) هنرپیشه اهل ایالات متحده آمریکا است. وی از سال ۲۰۰۷ میلادی تاکنون مشغول فعالیت بوده‌است.
از فیلم‌ها یا برنامه‌های تلویزیونی که وی در آن نقش داشته‌است می‌توان به روز استقلال: بازخیز اشاره کرد.